# Santa Leopoldina
Santa Leopoldina este un oraș în statul Espírito Santo (ES) din Brazilia.